# آنا توشيا
آنا توشيا (باليابانية: 土屋アンナ) هي عارضة أزياء ومغنية وعارضة وممثلة يابانية، ولدت في 11 مارس 1984 بطوكيو في اليابان.

## الأعمال

### أفلام
- طعم الشاي (2004)

## وصلات خارجية
- آنا توشيا على موقع IMDb (الإنجليزية)
- آنا توشيا على موقع ألو سيني (الفرنسية)
- آنا توشيا على موقع ميوزك برينز (الإنجليزية)
- آنا توشيا على موقع أول موفي (الإنجليزية)
- آنا توشيا على موقع أول ميوزيك (الإنجليزية)
- آنا توشيا على موقع ديسكوغز (الإنجليزية)
- آنا توشيا على موقع قاعدة بيانات الفيلم (الإنجليزية)
- آنا توشيا على موقع كينوبويسك (الروسية)
- آنا توشيا على موقع ANN person (الإنجليزية)